# 浜村孝
浜村 孝（はまむら たかし、1947年4月26日 - ）は、高知県高岡郡新宇佐町（現：土佐市）出身の元プロ野球選手。ポジションは遊撃手。西鉄ライオンズ高卒新人時代から読売ジャイアンツ退団までの選手としての登録名は浜村 健史（読み同じ）。

## 経歴
土佐市立宇佐中学校（現：土佐市立土佐南中学校）、高知市立高知商業高等学校卒業。宇佐中では1学年上に有藤通世、高知商では同学年に江本孟紀がいた。
高知商2年次の1964年には夏の甲子園予選南四国大会準決勝に進むが徳島商に敗退。この大会で3本塁打を放ち注目される。同年の秋季四国大会決勝に進出、エースの江本孟紀が好投し、小坂敏彦のいた高松商を降し優勝を飾る。翌1965年の第37回選抜高等学校野球大会への出場を決めたが、部の不祥事で出場辞退。夏の県予選も出場停止処分を受けた。
1965年のプロ野球ドラフト会議で西鉄ライオンズに1位指名され入団する。同じく江本も西鉄に4位指名されるが、4番でエースだったにもかかわらず、3番を打っていた浜村より下位指名だった事が納得いかず入団拒否した（とされているが江本はこれを否定している）。実際には江本は進学希望であり、ドラフト後に浜村とともに法政大学のセレクションに参加したが浜村自身は家庭の事情からプロ入りを選択したという。
1967年には、船田和英の故障もあって遊撃手に定着。豊田泰光の背番号7を受け継ぎ、1969年までレギュラーとして活躍。
1970年のシーズン後半には、菊川昭二郎にポジションを譲る場面が多くなる。同年オフ、広野功と共に、高橋明、田中章、梅田邦三とのトレードで読売ジャイアンツへ移籍。
1971年には12試合に先発出場。しかしシーズンオフに事故で右手小指を切断。
1972年に二軍で復帰するものの、同年限りで引退した。東京で1年会社員の後、妻の実家がある福岡でいくつかの職種を経験したが野球を諦められずにテストを受けて1976年に太平洋へ復帰し、登録名は戸籍上の「浜村孝」とした。
1977年は一軍に入れず、同年限りで再び引退。宇佐中の先輩にあたる有藤道世監督率いるロッテでコーチを1988年から1992年まで務めた。ロッテ退団後は、地元で浜村海産の代表として活動している。

## 詳細情報

### 年度別打撃成績
| 年 度     | 球 団     | 試 合 | 打 席 | 打 数 | 得 点 | 安 打 | 二 塁 打 | 三 塁 打 | 本 塁 打 | 塁 打 | 打 点 | 盗 塁 | 盗 塁 死 | 犠 打 | 犠 飛 | 四 球 | 敬 遠 | 死 球 | 三 振 | 併 殺 打 | 打 率 | 出 塁 率 | 長 打 率 | O P S |
| --------- | --------- | ----- | ----- | ----- | ----- | ----- | -------- | -------- | -------- | ----- | ----- | ----- | -------- | ----- | ----- | ----- | ----- | ----- | ----- | -------- | ----- | -------- | -------- | ----- |
| 1966      | 西鉄      | 13    | 10    | 9     | 1     | 0     | 0        | 0        | 0        | 0     | 0     | 0     | 0        | 1     | 0     | 0     | 0     | 0     | 2     | 0        | .000  | .000     | .000     | .000  |
| 1967      | 西鉄      | 75    | 209   | 193   | 18    | 42    | 7        | 1        | 5        | 66    | 16    | 1     | 3        | 3     | 0     | 10    | 0     | 3     | 31    | 4        | .218  | .267     | .342     | .609  |
| 1968      | 西鉄      | 114   | 284   | 253   | 24    | 60    | 9        | 0        | 3        | 78    | 18    | 6     | 2        | 5     | 2     | 23    | 6     | 1     | 37    | 10       | .237  | .301     | .308     | .609  |
| 1969      | 西鉄      | 85    | 270   | 240   | 26    | 51    | 13       | 1        | 4        | 78    | 20    | 5     | 1        | 7     | 1     | 19    | 0     | 3     | 32    | 9        | .213  | .278     | .325     | .603  |
| 1970      | 西鉄      | 89    | 206   | 190   | 13    | 44    | 7        | 1        | 1        | 56    | 3     | 5     | 4        | 6     | 0     | 10    | 0     | 0     | 33    | 1        | .232  | .270     | .195     | .465  |
| 1971      | 巨人      | 39    | 50    | 45    | 2     | 6     | 1        | 0        | 0        | 7     | 1     | 1     | 0        | 2     | 0     | 2     | 0     | 1     | 9     | 2        | .133  | .188     | .156     | .344  |
| 通算：6年 | 通算：6年 | 415   | 1029  | 930   | 84    | 203   | 37       | 3        | 13       | 285   | 58    | 18    | 10       | 24    | 3     | 64    | 6     | 8     | 144   | 26       | .218  | .274     | .306     | .580  |

### 記録
その他の記録
- 開幕からの連続打席無安打：41（1969年）※廣岡大志と並び野手のプロ野球記録

### 背番号
- 16（1966年 - 1967年）
- 7（1968年 - 1970年）
- 29（1971年）
- 33（1972年）
- 32（1976年 - 1977年）
- 89（1988年 - 1991年）
- 74（1992年）

### 登録名
- 浜村 健史（はまむら たかし、1966年 - 1972年）
- 浜村 孝（はまむら たかし、1976年 - 1977年）